# 马力欧兄弟
《马里奥兄弟》（也称水管马里奥，香港俗稱“水管孖寶兄弟”），是一款由任天堂開發第一部制作和开发的平台游戏，最早于1983年在街机上出品，后移植至FC等其它平台。本游戏由宫本茂创作。
在游戏中，马里奥和他的雙胞胎弟弟路易吉的角色是一名意大利裔美国水管工。他们的任务是在纽约市的下水道中清理众多怪物。清理怪物的时候，需要在下层撞击使他们停止走动，然后再过去消灭他们。在最初的街机和FC/NES版本中，游戏收到正面的评价。

## 情节
《马里奥兄弟》塑造了两个水管工的形象——马里奥和路易吉。在奇怪的怪物出现在纽约市下水道后，他们前去进行调查。游戏的目的是在每一关卡中击败所有的敌人。马里奥兄弟的动作为跑步和跳跃。与以后的马里奥游戏不同的是，玩家不能跳跃在怪物之上并踩扁它们，除非它们已经四脚朝天。每一个关卡有一系列的平台以及在屏幕角落边的水管。在底层中间有个“POW”的方块。每个关卡都使用边缘重叠，这个意味着怪物和玩家在走过屏幕边缘处，会从另外一侧出现。
玩家可以通过不断地击败多种敌人而获得分数，也可以在奖励关卡获得。敌人可以在它们四脚朝天之时，通过碰触它们而被击败。玩家可以在敌人的正下方撞击平台而使它们四脚朝天。如果玩家在撞击过后长时间未碰触敌人，敌人会自行翻转回来。它们会改变颜色并增加移动速度。每一关卡有不同数量敌人，最后一个敌人会立即改变颜色并增加速度。
游戏中共有四种敌人。乌龟（Shellcreeper），它只是简单地走来走去；螃蟹（Sidestepper），需要两次撞击而翻转过来；苍蝇（Fighter Fly），跳跃着移动，只能在它落在平台时才能被翻转；滑冰（Slipice），当从下方平台撞击时，它会立即被击败而不是翻转过来（若被滑冰停止在某一层，便會令那一层變成冰层後消失，若那一层已變成冰层便會繼續移动）。
当玩家撞击底层中间的“POW”，所有在平台和底层的怪物翻转。在“POW”消失之前，玩家可以使用3次。在《超級瑪利歐兄弟3》中内嵌的玩家对玩家本游戏，每次使用这个会使对手失去一张卡片以及所有的怪物翻转。另外一个特征是管道是直的，有时会吐出火球至两个管道工。在敌人被击败之后，会有金币出现。玩家也能在奖励版中获得金币。
随着游戏的继续，敌人的数量会增加，并且难度增加。火球会从屏幕周围弹出或者从一端直接至另一端。平台下面会形成冰层，掉落时会松动。玩家可以在奖励版获得额外的金币和生命，并且次关没有敌人出现。在这些关卡之后，“POW”会重新出现并恢复。

## 制作
《马里奥兄弟》是由两位先前制作《大金刚》的宫本茂和横井军平制作。在《大金刚》中，马里奥从太高处跌落会失去生命。横井建议宫本让马里奥可以从任意高度掉落。他认为这个对于一个游戏来说并没有什么。宫本最终同意了，认为他可以使人物具有一些超人能力。他设计了一个蹦蹦跳跳的马里奥，这个令他非常满意的原型。在经过横井建议之后，底下需要战斗的敌人被引入。经过观察，敌人能在在多个平台运作。然而直接击败敌人被认为过于简单。制作者修改了内容，要求在底部使敌人翻转，然后再来触碰敌人来完成击败。这个就是他们引入海龟作为敌人的原因。海龟是能够从底部进行撞击。由于马里奥在《大金刚》中的外形是戴着一顶帽子和厚厚的胡子。宫本茂认为他是一个水管工，而不是一个木匠。他设计这个游戏来反映这一点。另外一个因素是游戏的设置。这是一个巨大的水管网络，他们必须进行职业上的改变。
有一个比较流行的故事关于游戏人物从水管工至现今的马里奥（2015年任天堂已經證實確有其事）。一个意大利裔美国房东瑪利歐·西加列（Mario Segale）闯入任天堂美国办公室要求一个职员支付房租。他们决定以马里奥的名字命名游戏中的水管工。宫本也觉得这个游戏最好的设定场景是纽约，由于其地下拥有错综复杂的排污管道网络。管道受到多个漫画影响，在这其中宫本叙述到具有水管的废弃物品地底。在这个游戏中，他们允许敌人通过这个进入和退出画面，来避免敌人堆积在底部。水管的颜色为绿色，任天堂已故的总裁岩田聪称这个为不常见的颜色。这个来自于宫本具有有限的调色，并且希望都是多彩色的。他补充说到绿色是最好的颜色是因为当两个阴影合并时，它运行的很好。
《马里奥兄弟》与《大金刚》一起是最早的平台类游戏。游戏同时引入了马里奥的兄弟——路易吉。他是在多人模式中，是与马里奥做相同动作的另一个不同颜色的替身。两人游戏和其他许多情节是受到一个名为《鴕鳥騎士》的早期游戏。《马里奥兄弟》至今已经移植至超过12个游戏平台。莫扎特的《第13号小夜曲》的第一乐章被用作游戏开始的音乐。这首音乐也用作之后其他游戏，包括《Dance Dance Revolution Mario Mix》和《任天堂明星大亂鬥X》。

### 移植和续作
尽管具有革新，《马里奥兄弟》在北美地区并没有取得很大的成功。这是由于1983年美国游戏业大萧条。然而本游戏做了大量的移植。其中有Apple II、雅達利2600、雅達利5200、Atari 8位机、雅达利7800, Amstrad CPC和ZX Spectrum。Commodore 64具有2个版本。一个是没有商业发行的Atarisoft移植版本。 另一个是1986年的Ocean Software版本。Sculptured Software的雅达利8位机版本与由Designer Software的Jimmy Huey编程的Apple II移植版本是仅有家用机版本具有掉落冰层的特征。（由于FC初期卡带的容量限制，FC版本忽略了这一特征）
1984年，Hudson Soft根据《马里奥兄弟》制作了两款不同的游戏。第一款是《马里奥兄弟特别版》，为最初马里奥兄弟的重新制作版，具有新的场景、动作和玩法。第二款是《弹珠台马里奥兄弟》，游戏具有新的玩法，通过弹珠而击晕敌人。 两款游戏都在PC-8801、FM-7和X1发行。

## 评价
街机版《马里奥兄弟》在日本銷售成績平平。街机柜自发行后较为罕见。日本地区FC版本《马里奥兄弟》至今共售出163万份。FC重新发行的Famicom Mini共售出9万份。尽管游戏在1983年美国游戏业萧条时期发行，街机版本并未受影响。Video game作者Dave Ellis认为本游戏是值得纪念的经典游戏之一。
FC版本的《马里奥兄弟》收到大多数混合的评价。但是游戏未收到玩家正面的评价。然而作为一个Virtual Console游戏，GameSpot批评FC版本是一个从街机版本较为差劲的移植。Virtual Console版本尤其收到严厉的批评。
《超级马里奥Advance》和《马里奥与路易吉RPG》中的《马里奥兄弟经典版》与《马里奥兄弟》内容相同。

## 外部連結
- 遊戲官方網站 （页面存档备份，存于）（日語）
- 红白机40周年纪念活动网站上的《马力欧兄弟 （页面存档备份，存于）》（日語）